# Путовање 2: Тајанствено острво
Путовање 2: Тајанствено острво (енгл. Journey 2: The Mysterious Island) амерички је акциони и авантуристички филм из 2012. године. Режију потписује Бред Пејтон, по роману Пут у средиште Земље Жила Верна. Наставак је филма Пут у средиште Земље из 2008. године. Главне улоге тумаче Двејн Џонсон, Мајкл Кејн, Џош Хачерсон, Ванеса Хаџенс, Луис Гузман и Кристин Дејвис.
Приказан је 10. фебруара 2012. године у Сједињеним Америчким Државама, односно 9. фебруара у Србији. Добио је помешане рецензије критичара и зарадио преко 335 милиона долара широм света, надмашивши свог претходника. Наставак је тренутно у развоју.

## Радња
Ново путовање почиње када млади авантуриста Шон прими шифровани позив у помоћ са тајанственог острва на месту где никакво острво не би требало да постоји. Ту наилази на мноштво чудних врста, златних планина, смртоносних вулкана и више од једне запањујуће тајне. Не могавши да га спречи по одласку тамо, Шонов нови очухсе придружује походу. Заједно са пилотом хеликоптера и његовом ћерком, они крећу у потрагу за острвом како би избавили јединог становника и побегли пре него га сеизмички удари потопе и заувек сахране његова блага.

## Улоге
| Глумац         | Улога               |
| -------------- | ------------------- |
| Двејн Џонсон   | Хенк Персонс        |
| Мајкл Кејн     | Александер Андерсон |
| Џош Хачерсон   | Шон Андерсон        |
| Луис Гузман    | Габато              |
| Ванеса Хаџенс  | Кајлани             |
| Кристин Дејвис | Лиз                 |
| Ана Колвел     | Џесика              |